# Topaze (fusée)
Le Véhicule Expérimental (VE) 111 Topaze, aussi désigné plus simplement par Topaze (initialement Andromède), est une fusée expérimentale française, développé par la Société d'étude et de réalisation d'engins balistiques (SEREB) pour le programme des « Études balistiques de base » (EBB), dit des « Pierres Précieuses ».  La fusée a été utilisée pour mettre au point le second étage du lanceur. 
Son nom de code VE111 provient de Véhicule Expérimental à 1 étage, à propulsion solide (code 1), piloté (code 1).

## Histoire
En 1961, la France, précisément, le SEREB, entame le début du projet « Études balistiques de base » (EBB), dit des « Pierres précieuses », consistant à mettre au point le missile S2 et le lanceur Diamant. Le développement industriel est confié aux deux sociétés Nord-Aviation et Sud-Aviation. Entre 1961 et 1965, la France possède toutes les connaissances nécessaires pour la réalisation d’un missile à longue portée ainsi que d’un lanceur de satellite. Plusieurs fusées expérimentales sont conçues, permettant de mettre au point séparément un ou plusieurs équipements. La fusée VE 111 Topaze, deuxième composant de ce programme dans l'ordre chronologique, est chargée de tester le second étage Topaze (le nom de la fusée est celui de l’étage à tester pour le lanceur Diamant). 14 tirs sont effectués entre 1962 et 1965 depuis le site d'Hammaguir (Algérie) avec un seul échec. 

## Caractéristiques techniques
La fusée existe dans trois versions différentes :
- Version initiale VE 111 C (comme « Court ») : pour mettre au point et qualifier un système de pilotage.
- Version VE 111 L (comme « Long  ») : pour la qualification du deuxième étage du VE 231 "Saphir" et du lanceur Diamant A.
- Version VE 111 CI/LI (comme « Court Instable » et « Long instable ») pour étudier le pilotage du premier étage du Missile MSBS, qui est instable aérodynamiquement quand il est lancé sous l’eau, depuis un sous-marin.

### VE 111 C

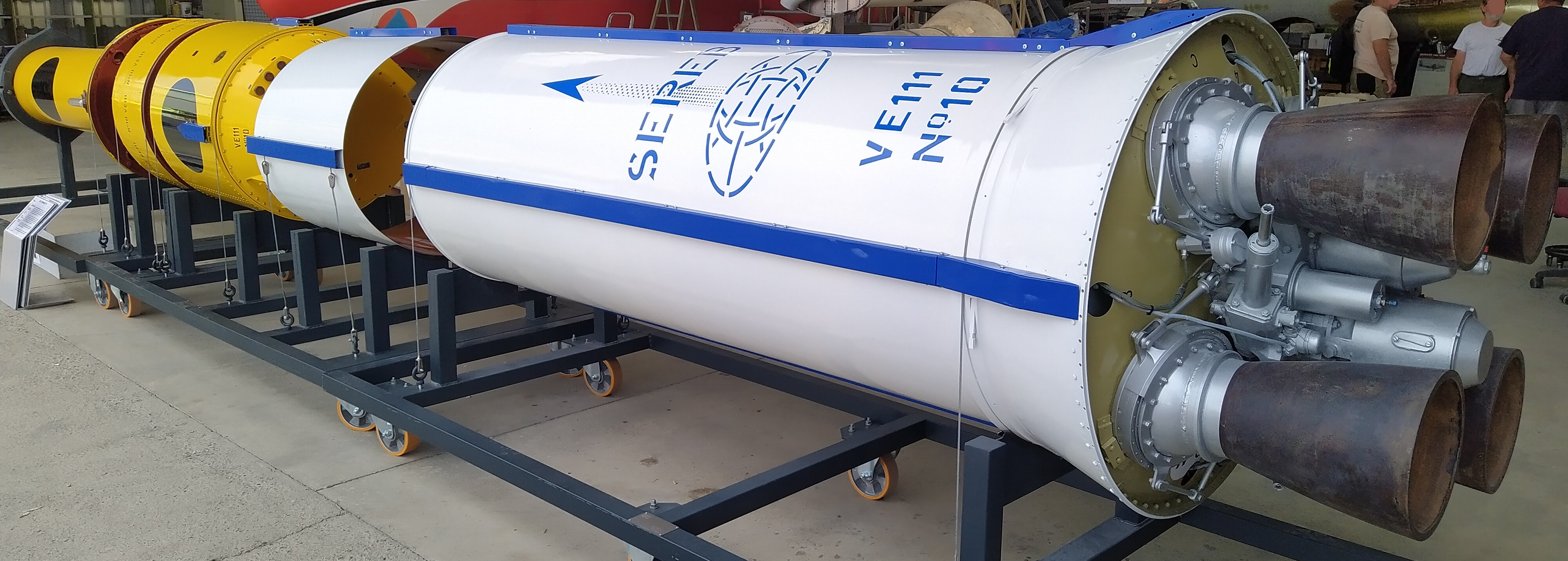
Fusée VE.111C Topaze n° 10 restaurée par les Ailes Anciennes Toulouse.

D’un diamètre de 0,8 mètre, d’une longueur de 7,07 mètres et d’une masse de 2 840 kg, la fusée possède un premier étage à propulsion solide de type block « Soleil » en « Isolane », produit par la Poudrerie Nationale de Saint-Médard-en-Jalles, le premier étage a une masse de 1 530 kg. Ses dimensions sont de 2,85 m de long dont la forme du canal central à six branches en étoile, et 800 millimètres de largeur. 
Il possède quatre moteurs-fusées, générant au total une poussée de 120 kN au niveau de la mer pendant 39 secondes, et une impulsion spécifique de 245 secondes. 
La case à équipements est composée de quatre panneaux radiaux en alliage d'aluminium pour corroyage d’une épaisseur de 4 millimètres, dans la partie interne. Les équipements de la case sont un bloc gyromètrique 10721 SAGEM à trois gyromètres, une unité d'alimentation électrique : un convertisseur 208 VAUXILEC 400 HZ et une batterie 27 volts, un bloc de commande SFENA, et une centrale inertielle. 
Le corps de rentrée logeait un parachute servant à la récupération de la fusée, et des appareils de mesure comme de télécommande, de télémesures et de trajectographie.

### VE 111 L
Contrairement à la VE 111 C, son diamètre total est de 8,04 mètres de longueur et 800 millimètres de largeur. Son carburant est de l’isolant Block Soleil 3 d’une masse de 2 250 kg. Sa masse au décollage est de 3 700 kg, soit environ 700 kg de plus que le VE111 C. La poussée est de 150 kN, et son temps de combustion est de 44 secondes. La case à équipements et le corps de rentrée sont identiques à la version C.

### VE 111 CI/L
La fusée fut équipée de la case équipements prévue pour le VE 231G et d'un nouveau corps de rentrée.

VE 111 C
VE 111 L
VE 111 LG